# Флаг муниципального образования Овгортское
Флаг муниципального образования Овгортское Шурышкарского района Ямало-Ненецкого автономного округа Тюменской области Российской Федерации — опознавательно-правовой знак, служащий официальным символом муниципального образования.
Флаг утверждён 29 марта 2010 года и внесён в Государственный геральдический регистр Российской Федерации с присвоением регистрационного номера 6031.

## Описание флага
«Прямоугольное голубое полотнище с отношением ширины к длине 2:3, с изображением фигур герба: зелёных гор с белыми шапками, по которым идёт белый олень с жёлтыми рогами, глазом и копытами; над оленем дугообразно расположены пять белых восьмиконечных звёзд».

## Символика флага
Флаг разработан на основе герба муниципального образования Овгортское, который языком символов и аллегорий отражает национальные, природные и географические особенности Муниципального образования Овгортское.
На территории поселения проживает исключительно коренное население, ведущее традиционный образ жизни — оленеводы, рыбаки, охотники, которые хранят традиции и культуру народа ханты. Тесная связь человека с окружающей средой, природные богатства, уникальная флора и фауна Уральских гор отражены изображением оленя идущего по горам.
Голубой цвет — символ бескрайнего чистого неба и водных просторов — по территории поселения протекает живописная чистая река Сыня, где нерестятся пыжьян, сырок, щекур, а в верховьях реки — таймень и хариус.
Белые звезды — аллегория северного расположения муниципального образования; символ северных просторов. Белый цвет (серебро) — символ чистоты, совершенства, мира и взаимопонимания.
Звезда — традиционный символ путеводности, постоянства, света и просвещения.
Жёлтый цвет (золото) — символ богатства, стабильности, уважения и интеллекта.
Зелёный цвет — символ природы, здоровья, молодости, жизненного роста.